# Psexoanálisis
Psexoanálisis és una pel·lícula de l'Argentina filmada en colors dirigida per Héctor Olivera sobre el guió de Gius segons l'argument d'Héctor Olivera i contes Máximo Lafart i Susana Lugones que es va estrenar el 19 de juny de 1968 i va tenir com a protagonistes a Norman Briski, Jorge Barreiro, Elsa Daniel i Libertad Leblanc. L'escenografia a càrrec d'Oscar Lagomarsino i Edgardo Giménez. També van col·laborar en la provisió de pintures i objectes Josefina Robirosa i Rogelio Polesello.

## Síntesi
Un aprofitador es fa passar per psicoanalista per a conquistar dones amb traumes sexuals.

## Repartiment
Van participar del film els següents intèrprets:
- Norman Briski
- Jorge Barreiro
- Elsa Daniel
- Libertad Leblanc
- Malvina Pastorino
- Enzo Viena
- Pepe Soriano
- Soledad Silveyra
- Julio De Grazia
- Juana Hidalgo
- Nelly Prono
- Fabiana Gavel
- David Tonelli
- Jorge Cano
- Mario Savino
- Jorge Grancen
- Carlos Serafino
- Ademar De Gastaldi
- Nya Quesada
- Reina del Carmen
- Ana Matilde
- Susy Marco
- Marta Roldán

## Comentaris
La Prensa va escriure: 
| « | ”Olivera ha sabut emprar el color amb intel·ligència i bon gust, però allí acaben els seus mèrits, perquè el film és groller, hi abunden els acudits grollers, i com a director d'intèrprets aconsegueix que actors de jerarquia…semblin dolents.” | » |

La Razón va dir: 
| « | ”L'escenografia pop-op-psicodèlica per moments se li va de les mans…en la direcció d'actors, en canvi, mai perd el comandament.” | » |

Panorama va opinar:
| « | ”Documenta el debut d'Héctor Olivera com a director cinematogràfic, i revela en ell un home inquiet per experimentar amb fórmules narratives. Amb el temps, el film podrà constituir un document de la seva època, un inventari del que un sector de Buenos Aires, cap a 1968, va poder considerar bufó, interessant, prestigiós i fins a artístic.” | » |